# 2023年栃木県議会議員選挙
2023年栃木県議会議員選挙（2023ねんとちぎけんぎかいぎいんせんきょ）は、栃木県における議決機関の一つである栃木県議会を構成する議員を全面改選するために行われる選挙である。第20回統一地方選挙の前半戦投票日である2023年4月9日に投票が行われた。

## 概要
栃木県議会の任期4年が満了したことに伴って実施予定の選挙。
16の選挙区のあわせて50人の定員に対して67人が立候補し、12の選挙区で選挙戦となった。

## 基礎データ
- 選挙事由：任期満了
- 選挙形態：地方議会議員選挙
- 告示日：2023年3月31日
- 投票日：2023年4月9日
- 選挙区：16区
- 定数：50名

## 当選者
自民党   立憲民主党   公明党   共産党 
 日本維新の会   無所属 
| 宇都宮市・上三川町   | 大久保裕美 | 渡辺幸子     | 小池篤史 |
| 宇都宮市・上三川町   | 渡辺典喜   | 中島宏       | 野沢和一 |
| 宇都宮市・上三川町   | 螺良昭人   | 横松盛人     | 野村節子 |
| 宇都宮市・上三川町   | 山口恒夫   | 五月女裕久彦 | 金子武蔵 |
| 宇都宮市・上三川町   | 山田美也子 |              |          |
| 足利市               | 杉田光     | 大谷弥生     | 塩田等   |
| 足利市               | 木村好文   |              |          |
| 栃木市               | 保母欽一郎 | 日向野義幸   | 琴寄昌男 |
| 栃木市               | 平池紘士   |              |          |
| 佐野市               | 横田誠     | 早川桂子     | 岡部光子 |
| 鹿沼市               | 松井正一   | 神谷幸伸     | 湯沢英之 |
| 日光市               | 加藤雄次   | 阿部博美     |          |
| 小山市・野木町       | 白石資隆   | 中屋大       | 西村真治 |
| 小山市・野木町       | 大木英憲   | 板橋一好     |          |
| 真岡市               | 石坂太     | 池上正美     |          |
| 大田原市             | 星雅人     | 池田忠       |          |
| 矢板市               | 青木克明   |              |          |
| 那須塩原市・那須町   | 土屋晃子   | 関谷暢之     | 阿部寿一 |
| 那須塩原市・那須町   | 小林達也   |              |          |
| さくら市・塩谷郡     | 佐藤晴彦   | 小菅哲男     |          |
| 那須烏山市・那珂川町 | 沼田邦彦   |              |          |
| 下野市               | 高山和典   |              |          |
| 芳賀郡               | 山形修治   | 岩崎信       |          |
| 壬生町               | 佐藤良     |              |          |

### 補欠選挙
| 年     | 月日     | 選挙区       | 当選者 | 当選政党   | 欠員     | 欠員政党   | 欠員事由                         |
| ------ | -------- | ------------ | ------ | ---------- | -------- | ---------- | -------------------------------- |
| 2024年 | 11月17日 | 鹿沼市選挙区 | 大貫毅 | 立憲民主党 | 松井正一 | 立憲民主党 | 鹿沼市長選挙立候補準備のため辞職 |